# Max Kronberg
Max Kronberg (* 4. Dezember 1884 in Breslau, † nach 1938) war ein deutscher Schriftsteller.

## Leben
Max Kronberg war Verfasser von historischen, biografischen und Unterhaltungsromanen, mit denen er in den 1930er Jahren Erfolge beim Lesepublikum erzielte. Der 1934 erschienene Roman Nofretete erfuhr bis in die 1950er Jahre mehrere Neuauflagen.

## Werke
- Hallo – Leo heiratet! Leipzig 1929
- Jugend am Start. Leipzig 1929
- Das Glück um Brigitte. Leipzig 1930
- Lord Rudi und seine fünf Lieben. Leipzig 1930
- Die Abenteuer der schönen Lisott. Leipzig 1931
- Der große Fimmel. Leipzig 1931
- Der Höllenhund. Leipzig 1931
- König Kim von Kanaka. Leipzig 1931
- Feuerzauber. Leipzig 1932
- Jung Siegfried. Leipzig 1933
- Der blonde Kuckuck. Leipzig 1934
- Nofretete. Leipzig 1934
- Ramses. Leipzig 1935
- Der Sieg der Melodie. Leipzig 1935
- Ein Sommerzauber. Hamburg 1936
- Anita, Anita!. Hamburg 1937
- König und Künstler. Leipzig 1937
- Das Geheimnis der Stolzenburg. Hamburg 1938
- König Walzer. Leipzig 1938
- Frauen um Richard Wagner. Berlin 1939

| Personendaten    | Personendaten            |
| ---------------- | ------------------------ |
| NAME             | Kronberg, Max            |
| KURZBESCHREIBUNG | deutscher Schriftsteller |
| GEBURTSDATUM     | 4. Dezember 1884         |
| GEBURTSORT       | Breslau                  |
| STERBEDATUM      | 20. Jahrhundert          |